# Beauvilliers (Eure y Loir)
 Beauvilliers  es una población y comuna francesa, en la región de  Centro, departamento de Eure y Loir, en el distrito de Chartres y cantón de Voves.

## Demografía
| 374 | 343 | 271 | 202 | 210 | 256 |
| Para los censos de 1962 a 1999 la población legal corresponde a la población sin duplicidades (Fuente: INSEE [Consultar]) |     |     |     |     |     |